# Альванит
Альвани́т — редкоземельный минерал ванадиевой группы. Один из цинко-никелевых ванадатов, встречающихся в зоне гипергенеза ванадиеносных сланцев Центральной Азии.
Это первый из открытых ванадатов, в кристаллической структуре которых ванадиевое вещество образует неразветвлённые двоичные цепочки (англ. zweier-single chain).
В 2005—2010 годах предлагалось объединить альванит и родственные ему минералы анкиновичит, кыргызстанит и ещё не признанный никельалюмит в самостоятельную группу ванадатов, — по признаку значительной роли низкополимеризованных метаванадатных анионов в строении этих минералов.

## История
Среди образцов, собранных в ходе летней практики студентов КазГМИ в 1954 году, проходившей на полях ещё не до конца тогда изученного Курумксакского ванадиевого месторождения, внимание руководителя группы Е. А. Анкинович привлекли два образца с вкраплениями минералов, вид которых она затруднялась определить.
На изучение и описание разведочных образцов ушло пять лет. В 1959 году Е. А. Анкинович опубликовала статью «Новые ванадиевые минералы — сатпаевит и альванит». Первый из двух новых минералов был назван в честь Президента Казахской Академии Наук К. И. Сатпаева, которому в том году исполнилось как раз 60 лет, название другого было образовано из первых слогов основных элементов — АЛюминия и ВАнадия — «альванит».
В 1962 году новооткрытый минерал получил международное признание. После экспертизы IMA ему был присвоен статус «Утверждён». Однако утверждён он был по специальной процедуре (special procedure — s. p.), в ходе которой Комиссия по новым минералам и минералогической номенклатуре IMA (Comission on New Minerals and Minerals Names — CNMMN) пересмотрела заявленные характеристики и внесла уточнения.
Была изменена основная формула минерала: вместо Аl3(V04)(ОН)62Н2О, предложенной Анкинович, была утверждена формула (Zn,Ni)Al4(VО3)2(OH)12·2H2O; уточнён удельный вес — 2,49 г/см3 вместо 2,41 г/см3; и полностью пересмотрена оптика минерала. Казахские учёные с этим решением, видимо, не согласились: в 2004 и в 2015 годах в их официальных источниках указывались характеристики, установленные в 1959 году анализом Анкинович.

## Свойства
Альванит — полупрозрачный минерал бледно-голубовато-зелёных оттенков (встречаются и более тёмные, вплоть до синевато-чёрного); кристаллизуется в форме отдельных розеток или корочки в трещинах ванадиеносных сланцев, в слоях, расположенных близко к грунтовым водам. Блеск — стеклянный, на изломах перламутровый (есть и обратное утверждение). Цвет черты — белый (серый у более тёмных образцов). В плоской моноклинной симметрии кристаллы состоят из шестиугольных слюдообразных пластинок, по форме напоминающих обрезанный с острых углов ромб.
В химический состав входят: кислород — 52,49 %, алюминий — 17,70 %, ванадий — 16,71 %, цинк — 8,05 %, водород — 2,65 %, никель — 2,41 %; имеются незначительные примеси кальция и магния.
В соляной и азотной кислотах растворяется только при нагревании. Причём, при нагревании в соляной кислоте меняет цвет на вишнёво-красный. При накаливании в герметичной трубке становится светло-бурым и обильно выделяет воду, которая даёт кислую реакцию.
В начале 2000-х годов учёные отметили родственность минерального состава ванадиевоносных сланцев, известных в Центральной Азии, с похожими залеганиями в зоне брекчирования крупного золоторудного месторождения в Северной Америке — «Золотой карьерной шахты» (Gold Quarry mine, 1995). Не исключена некоторая связь между этими залеганиями. Однако гипотеза требует продолжить сравнительное изучение образцов сланца из этих регионов.

### Классификация
- по Струнцу (Strunz, 10-th ed.) — 8FE0.5 (8: Фосфаты, арсенаты и ванадаты; F: Полифосфаты, полиарсенаты, ~[4]-поливанадаты; E: Цепные и бантоподобные (ино)-~[4]-ванадаты; 05: Группа Альваниты).
- по Лапису (Lapis Classification) — IV/G.07-020 (IV: Оксиды; G: Ванадиумоксиды (поливанадаты с V4+/5+); 7: Цепнованадаты с [V2O6] 2—).
- по Хёльцелю (Hölzel) — 4.GA.670 (4: Оксиды; G: Ванадин-, уранил- оксиды и гидроксиды; A: Ванадиноксиды и гидроксиды, Vбронзы; 6: Валентность для V; 5: омарообразная группа (нем. Hummerite-Group))[7].

## Известные месторождения
Альваниты залегают в зоне окисления глинисто-антраксолитового горизонта ванадиевых месторождений. Однако распространение их эндемично и сильно зависит от геохимии протолита и состава коры выветривания. Мест, где все факторы образования сложились для этого минерала удачно, пока известно немного:
1. Курумсак, — Каратауский ванадиевый бассейн, северо-западный хребет Каратау, Южный Казахстан, 1954
2. Баласаускандык, — там же, тогда же
3. Талдык — там же, в последней четверти XX-го века
4. Кара-Танги — южный склон ферганской долины, Кыргызстан, 2000-е
5. вероятно, Кара-Чагыр — там же, тогда же. Здесь обнаружен анкиновичит, близко родственный альваниту, — потенциально и его месторождение[2].